# Montechiarugolo
Montechiarugolo – miejscowość i gmina we Włoszech, w regionie Emilia-Romania, w prowincji Parma.
Według danych na rok 2004 gminę zamieszkiwało 8889 osób, 189,1 os./km².